# Jean-Baptiste-Jules Klagmann
Jean-Baptiste-Jules Klagmann (1810-1867) és un escultor decorador  francès. Les estàtues de la font de l'square Louvois a París són el testimoni més visible del seu treball per a grans encàrrecs públics al segle xix.

## Formació
Alumne de l'escultor neoclàssic Etienne-Jules Ramey (1796-1852 a l'escola de les Belles Arts de París, Jean-Baptiste-Jules Klagmann és paral·lelament iniciat a l'art del Renaixement per Jean-Jacques Feuchère (1807-1852) que també fou alumne d'Etienne-Jules Ramey i de Jean-Pierre Cortot (1787-1843).

## Realitzacions
Klagmann s'il·lustra principalment com a escultor-decorador. Treballa sobretot per a la Porta de les Sessions del Senat i els enfustats del seu hemicicle, així com per a les decoracions de la segona  Sala Favart de l'Opéra-comique.
Durant els anys 1840, realitza les quatre fonts que representen els quatre rius de França per a la font de l'square Louvois concebuda per l'arquitecte Louis Visconti, futur arquitecte del Nou  Louvre de Napoleó III.
En el marc dels encàrrecs de  Lluís Felip I d'estàtues de les dones il·lustres de la història de França per al Jardin du Luxemburg, realitza una estàtua de Santa Clotilde.
Es queda a Londres cap a 1851.
Sota el  Segon Imperi, participa en el taller del Nou  Louvre, a les ampliacions del Palais Royal i de la Comédie-Française.